# Evolvulus nummularius
Evolvulus nummularius là một loài thực vật có hoa trong họ Bìm bìm. Loài này được (L.) L. mô tả khoa học đầu tiên năm 1762.

## Hình ảnh

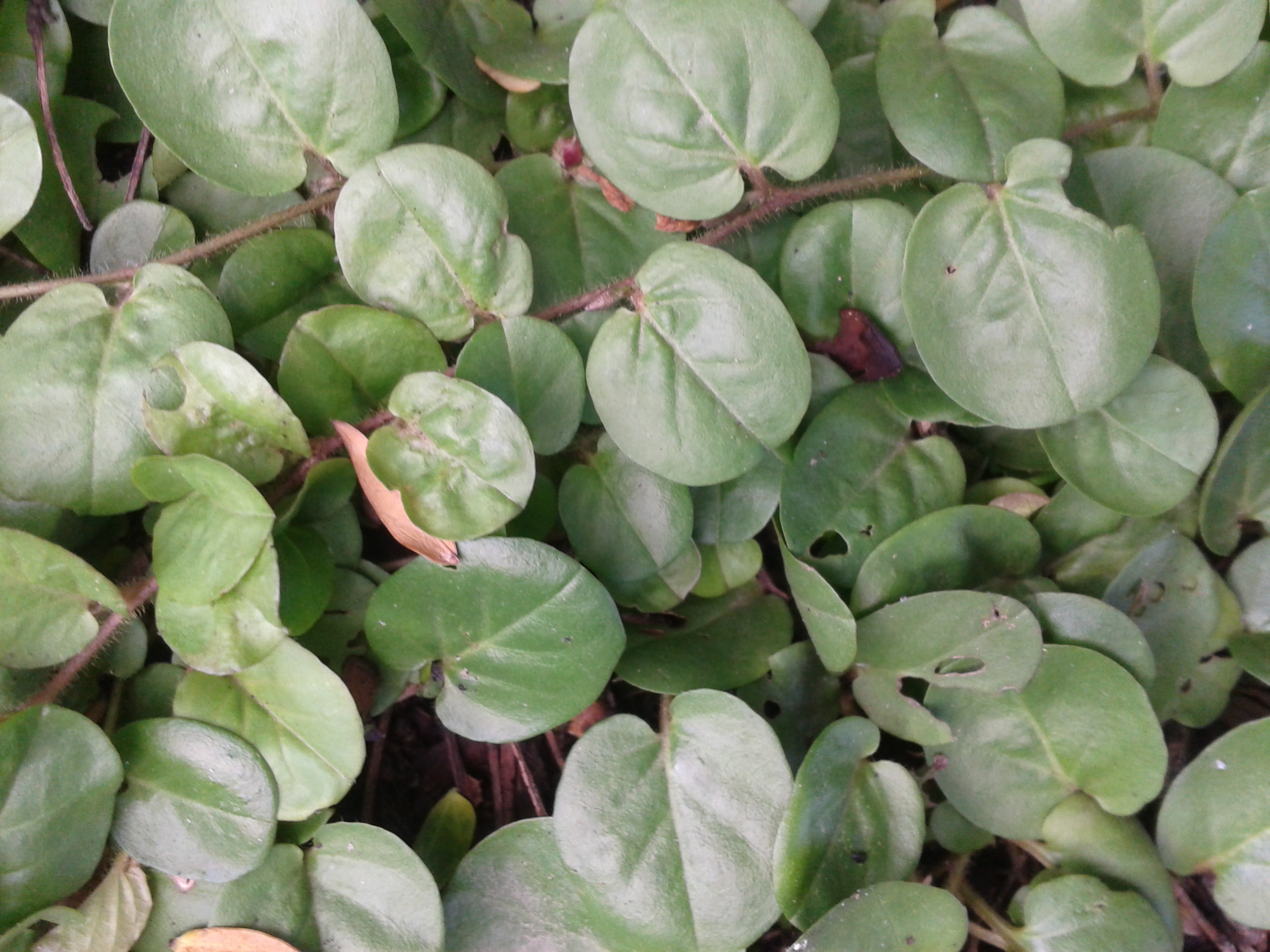